# Joost Brugman
Joost Hermanus Maria Brugman (Amsterdam, 27 juni 1930 – Laren (Noord-Holland), 3 februari 2025) was een Nederlands poppenspeler en organist.

## Familie
Hij was zoon van notariszoon poppenspeler Bert Brugman en zang- en pianolerares Frieda/Frida Frowein, dochter van een musicus. Dat echtpaar, dat in 1932 naar Het Gooi verhuisde, kreeg minstens zes zonen die ook allemaal iets te maken kregen met het poppenspel; de een musiceerde en ontwierp het decor, een ander musiceerde en verzorgde de techniek. Joost Brugman trouwde in 1956 met Yvonne Witteveen, die ook in het theater ging optreden. Hij leerde haar kennen in Denekamp, waar familie Witteveen onderdak bood aan het gezin Brugman tijdens een aantal voorstellingen voor de Nederlandse Vereniging voor Huisvrouwen. Het echtpaar kreeg drie kinderen, waarvan Mariska en Roeland in het marionettentheater gingen werken.

## Loopbaan
Joost Brugman kreeg pianoles van zijn moeder, Otto Falkeisen (piano-instituut) en aan de Muziekschool Bussum. Een studie aan de RK Kerkmuziekschool werd onmogelijk gemaakt door de Tweede Wereldoorlog. Het werden privélessen van Willy Peeters, docent te Utrecht maar tevens organist van de Sint-Janskerk in Laren; op compositorisch vlak wordt lesgegeven door plaatselijke componist Wim Kloek (1920-2005).
Joost zorgde naast poppenspel dus ook voor piano- en orgelmuziek. Hij maakte de gehele ontwikkeling in het poppenspel en het Nederlands Marionettentheater onder zijn vader en moeder mee met een kleine onderbreking door Tweede Wereldoorlog. Het gezin vormde destijds het Brugman Kwartet, dat huiskamerconcerten gaf. De marionettentheater deed mee met allerlei experimenten, zoals bijvoorbeeld de proefuitzendingen onder Philips in Eindhoven. Wanneer de reguliere omroepen met uitzendingen vanuit Hilversum/Bussum beginnen zijn de Brugmannen erbij. Er kwamen series als Dappere Dodo en Tom Poes. In de jaren vijftig gaan de Brugmannen op tournee door Indonesië. Met een speciale, door henzelf uitgevonden techniek, lukt het Brugmannen om complete opera’s en operettes via marionetten te vertolken, ondersteund door geluidsbanden. In 1964 worden de familiebanden duidelijk benadrukt bij uitvoeringen van Die Lustige Witwe van Franz Léhar in het Van Nispenhuis. Vader Bert en zoon Brugman traden op met broers Thomas, Frans en Vincent; moeder en twee andere zoons moesten vanwege ziekte verstek laten gaan. Andere medewerkenden aan die productie waren Ernst Frowein en Karin Witteveen en moeder Frowein (kostuumontwerp).
In 1969 nam hij het theater van zijn broers over en bleef er zeker tot in 2000 bij spelen. Toen droeg hij het theater over aan zijn dochter Mariska Brugman, maar hijzelf zou tot in 2011 blijven spelen. Het repertoire was toen al uitgebreid met meer televisiegericht poppenspel met onder meer fabricage en vertolking van de Grobbebollen in Tita Tovenaar en voorstellingen van Paulus de Boskabouter.
Joost Brugman werd vanwege zijn specifieke werk benoemd tot lid in de Orde van Oranje-Nassau. Voor vijftig jaar orgelspel, waarvan veertig jaar in de Sint-Vituskerk) kreeg hij de onderscheiding Pro Ecclesia et Pontifice. In 1950 bespeelde hij voor de radio een zelf gebouwd clavichord; als negentienjarige was hij liever musicus dan poppenspeler.
Brugman overleed op 94-jarige leeftijd in een verzorgingstehuis in Laren. Hij werd begraven in Blaricum.
- International Standard Name Identifier: 0000 0003 8733 0864
- Nederlandse Thesaurus van Auteursnamen: 068223390
- Virtual International Authority File: 280241397